# كارل بيرغر (مصور سينمائي)
كارل بيرغر (بالإنجليزية: Carl Berger)‏ هو مصور سينمائي أمريكي، ولد في 29 يونيو 1901 في وينيوود في الولايات المتحدة، وتوفي في 18 ديسمبر 1983 في لوس أنجلوس في الولايات المتحدة.

## وصلات خارجية
- كارل بيرغر على موقع IMDb (الإنجليزية)
- كارل بيرغر على موقع أول موفي (الإنجليزية)
- كارل بيرغر على موقع قاعدة بيانات الفيلم (الإنجليزية)
- كارل بيرغر على موقع كينوبويسك (الروسية)